# Dirección General de Estrategia, Prospectiva y Coherencia
La Dirección General de Estrategia, Prospectiva y Coherencia (DGEPC) de España fue el órgano directivo de la Secretaría de Estado de la España Global del Ministerio de Asuntos Exteriores, Unión Europea y Cooperación que entre enero de 2020 y septiembre de 2021 era responsable de establecer las líneas estratégicas de la política exterior del Departamento. Asimismo, se encargaba de asegurar su cumplimiento y coherencia así como realizar aquellos estudios necesarios para establecer cuales debían ser los retos que debía hacer frente el Ministerio.

## Historia
La Dirección General de Estrategia, Prospectiva y Coherencia fue creada en enero de 2020 a partir de la fusión, en un mismo órgano directivo, de diferentes funciones. Por una parte, asumió las funciones de la Oficina de la España Global en todo lo relativo a establecer las estrategias de la Secretaría de Estado, mientras que también asumió las competencias de la Oficina de Análisis y Previsión, que antes dependía del Gabinete del Ministro, y que ahora pasa de denominarse Oficina de Estrategia y Prospectiva.
Fue suprimida el 22 de septiembre de 2021.

## Dependencias y funciones
De la dirección general dependían los siguientes órganos directivos:
- La Oficina de Estrategia y Prospectiva, que era responsable de dotar al Ministerio de capacidades de reflexión, análisis y prospectiva del escenario internacional desde una perspectiva independiente y alternativa, con especial énfasis en sus repercusiones para España a corto, medio y largo plazo, ejerciendo para ello la interlocución con todos aquellos actores, organismos e instituciones públicas, privadas y en general de la sociedad civil con competencias en la materia.
- La Subdirección General de Coherencia de la Acción Exterior, a la que correspondía velar por garantizar la coherencia con las líneas estratégicas definidas por el Ministerio, tanto en la actuación de sus propios órganos como en la acción exterior de todas las Administraciones Públicas, con especial atención a la defensa y promoción de la imagen y reputación de España, desarrollando y coordinando a estos efectos los planes de actuación que fueran precisos.

A ambos órganos, en el ámbito de sus respectivas competencias, les correspondía el impulso, coordinación y desarrollo de los procesos de definición de las líneas estratégicas de la presencia, la política y la acción exterior de España, así como la elaboración en ese sentido de los documentos, estrategias y planes oportunos; y promover los acuerdos y convenios necesarios, tanto con actores públicos como privados, para el cumplimiento de sus fines.

## Titulares
Su primer y único titular, fue el diplomático Federico de Torres Muro, nombrado el 19 de febrero de 2020.